# Бистршице (приток Моравы)
Би́стршице (чеш. Bystřice) — река на востоке Чехии. Течёт по территории района Оломоуц Оломоуцкого края и района Брунталь, Моравскоселезского края. Левый приток Моравы.
Общая протяжённость реки составляет 56,14 км, а площадь водосборного бассейна — 266,01 км², средний расход воды — 2,0 м³/с. Среднегодовая глубина — 96 см.
Самый высокий уровень воды был зарегистрирован 8 июля 1997 года — 267 см.
В октябре 2020 года на реке произошло наводнение.

## Название
Название реки произошло от прилагательного bystrá (быстрая, резкая) и суффикса -ice. Значение названия — «река с быстрым, крутым течением». При именовании рек часто описывалась скорость её течения, поток. Река дала название деревне Велкоу Бистршице.

## Географическое положение
Берёт начало к юго-востоку от села Рыжовиште на высоте 660 метров над уровнем моря. Протекает на юг до города Велка-Бистршице, где поворачивает на запад. Бистршице — левый приток Моравы, впадает в неё на высоте 212 метров над уровнем моря. В верхнем течении ширина реки 4—5 метров, в среднем — 5—7 метров, в нижнем — 6—12 метров.
В долине между деревнями Домашов-над-Бистршице и Груба Вода через реку проходит образовательная природная тропа длиной 13 км.

## Притоки
Левые — Дулни поток, Лихничка, Глубочек, Вртувка.
Правые — Грушовы поток, Йировец, Млынский поток, Здимержский поток, Лошовский поток.

## Спорт
Река используется для гребли и рафтинга. По международной шкале сложности рек для водных видов спорта, проходимость участка Ондрашов — Домашов относится к категории ZW, Домашов — Груба Вода — WW II+ !!, Груба Вода — устье реки — WW I-.